# Angie Thomas
Angie Thomas (Jackson (Mississippi), 20 september 1988) is een Amerikaanse auteur van jeugdliteratuur, vooral bekend van haar boek The Hate U Give (2017). De Nederlandse vertaling verscheen onder dezelfde titel. Haar tweede jeugdroman, On the Come Up, verscheen op 25 februari 2019.

## Biografie
Angie Thomas werd geboren in Jackson (Mississippi), waar ze ook opgroeide. Op jonge leeftijd werd ze meerdere keren geconfronteerd met wapengeweld. Ze groeide op in de buurt van het huis van de vermoorde burgerrechtenactivist Medgar Evers, en verklaarde dat haar moeder het schot had gehoord dat hem het leven kostte.
Toen ze zes jaar oud was, was Thomas getuige van een schietpartij. In een interview met The Guardian vertelde ze dat haar moeder haar de dag erna naar de bibliotheek bracht om haar te laten zien dat "de wereld meer te bieden had dan wat [Thomas] die dag had gezien". Dit inspireerde haar om te gaan schrijven.
Tijdens haar jeugd deelde Thomas haar talent als rapper, hoewel haar muziekcarrière van korte duur was. Ze was echter wel onderwerp van een artikel in het tijdschrift Right On!. Thomas behaalde vervolgens een Bachelor of Fine Arts aan Belhaven University in Jackson. Ze was de eerste zwarte tiener die afstudeerde in de richting creatief schrijven.

### Carrière
Thomas had aanvankelijk de bedoeling om fantasy- en kinderboeken te schrijven, maar ze vreesde dat haar verhalen geen impact zouden hebben. Terwijl ze haar eerste manuscript uitstuurde, begon ze aan een ander project, dat uiteindelijk haar debuutroman The Hate U Give werd. Tijdens haar studie moedigde een docent haar aan om haar unieke ervaringen te verwerken in haar werk, omdat haar verhalen een stem konden geven aan mensen van wie de verhalen vaak genegeerd worden. In diezelfde periode hoorde Thomas op het nieuws over de dood van Oscar Grant. De verhalen van Trayvon Martin, Tamir Rice, Michael Brown en Sandra Bland hadden eveneens grote invloed op haar roman.
Thomas noemt Tupac Shakur als een belangrijke inspiratiebron. Zijn muziek liet haar een scala aan emoties ervaren, en zij wilde als schrijver hetzelfde bereiken. Ze zei: "Ik wil je soms aan het denken zetten, je soms laten lachen en soms laten huilen – daarin was hij een inspiratie." Volgens Thomas laat Tupac zien "dat wat de samenleving in de jeugd stopt, uiteindelijk op ons allemaal terugslaat."
In een interview met The Daily Telegraph verklaarde Thomas dat ze in haar werk "de waarheid wil tonen en stereotypen wil afbreken." Ze benadrukte ook het belang voor de witte gemeenschap om te luisteren naar de klachten die naar voren worden gebracht door de Black Lives Matter-beweging. Na publicatie werd The Hate U Give in 2018 verfilmd door Fox 2000, met Amandla Stenberg in de hoofdrol.

### Activisme
In een interview met Publishers Weekly sprak Thomas over haar rol als activist: "Ik heb schrijven altijd als een vorm van activisme gezien. Boeken geven ons een inkijkje in levens waar we anders misschien niets van zouden weten; ze kunnen empathie bevorderen. Er is de beweging Black Lives Matter en de organisatie Black Lives Matter, en ik respecteer wat beide doen. Ik weet dat [The Hate U Give] een 'issues'-boek is, maar dat was niet per se mijn bedoeling... Ik wilde iets creëren waardoor het politieke heel persoonlijk werd. Hoewel ik wilde dat Khalil deze jonge mannen vertegenwoordigde die hun leven verliezen en snel als criminelen worden weggezet, moest het verhaal zijn eigen identiteit behouden. Ik wilde geen familie of herinnering oneer aandoen."

## Romans

### The Hate U Give(2017)
Oorspronkelijk geschreven als kort verhaal, debuteerde The Hate U Give binnen de eerste week na verschijning op nummer 1 van de New York Times-bestsellerlijst voor jeugdboeken in hardcover. Volgens Thomas schreef ze het boek om aandacht te vragen voor het controversiële probleem van politiegeweld en om de Black Lives Matter-beweging te ondersteunen. Het verhaal volgt de tiener Starr Carter, wier leven verandert na de dood van haar vriend Khalil, een ongewapende zwarte tiener die wordt neergeschoten door een witte politieagent. Het boek onderzoekt de impact van politiegeweld op gemeenschappen rondom het slachtoffer.
In 2018 haalde het Katy Independent School District in Katy, Texas, het boek uit de schoolbibliotheken na klachten over het gebruik van vloekwoorden. Ook verzocht een politievakbond in South Carolina om verwijdering van het boek van een zomerse leeslijst, omdat het volgens hen "bijna een indoctrinatie van wantrouwen jegens de politie" was.
De Nederlandse vertaling van het boek won in 2018 de Nederlandse literatuurprijs Beste Boek voor Jongeren (in de categorie 'Vertaald') en werd aangewezen voor Lezen voor de Lijst, leeftijd 12-15 jaar, niveau 3.

### On the Come Up(2019)
On the Come Up verscheen in februari 2019. Thomas schreef het boek om de prijs te belichten die minderheden en vrouwen betalen wanneer zij hun stem laten horen. Het verhaal draait om een tienerrapper die viraal gaat en hoe deze roem haar identiteit verandert. Het speelt zich af in hetzelfde fictieve universum als The Hate U Give.
Het boek werd een New York Times-bestseller en werd door Kirkus Reviews uitgeroepen tot een van de beste jeugdboeken van 2019. Het boek werd in het Nederlands vertaald onder de titel: Niet te stoppen.

### Concrete Rose(2021)
Concrete Rose is een prequel op The Hate U Give en werd op 12 januari 2021 uitgebracht in de Verenigde Staten en het Verenigd Koninkrijk. Het boek vertelt het verhaal van Starrs vader, Maverick Carter.
Ook deze roman werd een New York Times- en IndieBound-bestseller en door Kirkus Reviews benoemd tot een van de beste jeugdboeken van 2021.

### Blackout(2021)
Thomas schreef samen met Dhonielle Clayton, Tiffany D. Jackson, Nic Stone, Ashley Woodfolk en Nicola Yoon de jeugdroman Blackout, die in juni 2021 verscheen. Het boek bestaat uit zes onderling verbonden verhalen over zwarte tienerliefde tijdens een stroomuitval in New York.

### Nic Blake and the Remarkables(2023)
In 2023 publiceerde Thomas Nic Blake and the Remarkables, een roman gericht op leerlingen van de basisschool.

### Samenwerkingen
In juni 2021 verscheen Blackout, een young adult-roman die ze samen schreef met Dhonielle Clayton, Tiffany D. Jackson, Nic Stone, Ashley Woodfolk en Nicola Yoon. Het vervolg Whiteout verscheen in 2022.
- Bibsys: 1499865477489
- Bibliothèque nationale de France: cb177130039 (data)
- Catàleg d'autoritats de noms i títols de Catalunya: 981058608045306706
- Gemeinsame Normdatei: 1137284064
- International Standard Name Identifier: 0000 0004 8612 5057
- Library of Congress Control Number: no2017020811
- MusicBrainz: c94e76f7-8eb7-488b-b7a7-0820fef1dfab
- Bibliotheek van het Japanse parlement: 001288356
- Nationale Bibliotheek van Tsjechië: xx0227435
- Nationale Bibliotheek van Israël: 987007409174105171
- Nederlandse Thesaurus van Auteursnamen: 410837008
- Système universitaire de documentation: 219939284
- Virtual International Authority File: 7148812854945212558
- WorldCat: E39PBJkHpHqkbxCMcgM8bjYVmd